# 婦人生活
『婦人生活』（ふじんせいかつ）は、かつて存在した日本の雑誌である。東京都文京区の出版社婦人生活社が編集出版した。1947年（昭和22年）5月創刊、1986年（昭和61年）8月休刊。「戦後四大婦人雑誌」のひとつとされた。

## 略歴・概要
講談社出身で元『講談倶楽部』編集長の原田常治が、第二次世界大戦終結後の1947年（昭和22年）2月1日に設立した「株式会社同志社」（のちの株式会社婦人生活社）が、同年5月に創刊した婦人雑誌である。創刊号には、阿部静枝『選擧と私たちの生活』、菅支那子『新しい時代の交際について』、立野信之『姉妹』、森三千代『美しい叔母』、秋穂敬子『子供の喜ぶおやつ五種』、辻徳光『節米になる榮養料理』、森山豊『お乳の出をよくする手當法』、山野愛子『パーマネントの洗い方まとめ方』等の署名記事の並ぶ全85ページの誌面であり、中野実が小説『花嫁選手』の連載を開始している。
同誌は、創刊から5年の1952年（昭和27年）には、「戦前の四大婦人雑誌」に挙げられた『主婦の友』『婦人倶楽部』、同誌よりも1年早く創刊された『主婦と生活』と並ぶ「戦後四大婦人雑誌」と呼ばれ、発行部数も50万部を超えた。「戦後四大婦人雑誌」の時代は、以降40年つづく。
1963年（昭和38年）8月には、版元の「株式会社同志社」が、同誌にちなみ社名を「株式会社婦人生活社」と改称する。同年6月に発売された第17巻第7号（7月号）のp.146に「社名変更のお知らせ」の告知が掲載された。1968年（昭和43年）には、『婦人生活ホームブック』全7巻を刊行する。第1巻『家庭の料理』、第2巻『結婚の医学』、第3巻『交際とエチケット』、第4巻『住まいとインテリア』、第5巻『和装と和裁』、第6巻『家事と家計』、第7巻『ペン字と手紙』と、家庭生活に必要な事項を網羅した。
1977年（昭和52年）8月23日、婦人生活社の創立者であり、同誌の創刊者であった原田常治が死去する。同年9月に発売された第31巻第10号（10月号）では、『原田常治を偲ぶ』と題した4ページの特集を組んだ。
1986年（昭和61年）8月、第40巻第8号をもって、社名ともなった『婦人生活』を休刊する。同最終号では、塩田ミチル、滝沢真理、大庭英子による料理特集『たれ、ソース、ドレッシングのひと工夫でおなじみおかずが幾通りものおいしさに 夏の食欲味ベスト100』や、『仕事と家庭のいちばんいい関係』と題した椎名誠、村井国夫、矢野顕子、池田裕子へのインタヴュー記事、アグネス・チャンの連載『アグネス・チャンのすなおな心でお話ししましょう』がゲストに赤瀬川原平を迎え、冨士真奈美の連載『冨士真奈美の人生・身の上なんでも相談』がいつものように掲載されており、とくに40年を振り返る特集記事は掲載されなかった。
「婦人生活ファミリークッキングシリーズ」、「婦人生活家庭シリーズ」、「婦人生活ベストシリーズ」といった、同誌の名を冠したムックシリーズは、同社の破産解散する2003年（平成15年）1月まで、継続的に編集発行された。